# 핵변환

수소가 중수소, 헬륨-3, 그리고 규칙적인 헬륨-4를 형성하는 양성자-양성자 연쇄 반응을 나타내는 그림

핵변환, 원자핵전환, 핵변소(Nuclear transmutation)는 하나의 화학 원소 또는 동위 원소를 다른 화학 원소로 변환하는 것이다. 핵 변환은 원자핵의 양성자 또는 중성자 수가 변경되는 모든 과정에서 발생한다.
변환은 핵반응(외부 입자가 핵과 반응하는 경우) 또는 외부 원인이 필요하지 않은 방사성 붕괴에 의해 달성될 수 있다.
과거 항성 핵합성에 의한 자연적인 변환은 알려진 기존 우주에서 대부분의 무거운 화학 원소를 생성했으며 오늘날까지 계속 발생하여 헬륨, 산소 및 탄소를 포함하여 우주에서 가장 일반적인 원소의 대부분을 생성한다. 대부분의 별은 수소와 헬륨이 포함된 핵융합 반응을 통해 변환을 수행하는 반면, 훨씬 더 큰 별은 진화 후반에 더 무거운 원소를 철까지 융합할 수도 있다.
금이나 납과 같은 철보다 무거운 원소는 초신성에서 자연적으로 발생할 수 있는 원소 변환을 통해 생성된다. 연금술의 목표 중 하나인 기본 물질을 금으로 변환하는 것은 이제 화학적 수단으로는 불가능하지만 물리적 수단으로는 가능한 것으로 알려져 있다. 별이 더 무거운 원소를 융합하기 시작하면 각 핵융합 반응에서 방출되는 에너지가 상당히 적다. 이는 에너지를 소비하는 흡열 반응에 의해 생성되는 철에 도달할 때까지 계속된다. 그러한 조건에서는 더 무거운 원소가 생성될 수 없다.
현재 관찰할 수 있는 자연 변환의 한 유형은 자연에 존재하는 특정 방사성 원소가 알파 또는 베타 붕괴와 같은 변환을 일으키는 과정에 의해 자발적으로 붕괴될 때 발생한다. 예를 들어 칼륨-40이 아르곤-40으로 자연적으로 붕괴하는 것이 있는데, 이는 공기 중 아르곤의 대부분을 형성한다. 또한 지구에서는 원소의 우주선 충격(예: 탄소-14 형성)으로 인해 자연 핵 반응의 다양한 메커니즘에서 자연적인 변환이 발생하며 때로는 자연 중성자 충격으로 인해 발생한다.
인공적인 변환은 원소의 핵 구조를 변화시킬 만큼 충분한 에너지를 가진 기계에서 발생할 수 있다. 이러한 기계에는 입자 가속기 및 토카막 원자로가 포함된다. 기존의 핵분열 발전 원자로는 기계의 힘이 아니라 인공적으로 생성된 핵 연쇄 반응에서 핵분열로 생성된 중성자에 원소를 노출시켜 인공적인 변환을 유발한다. 예를 들어 우라늄 원자에 느린 중성자가 충돌하면 핵분열이 일어난다. 이는 평균적으로 3개의 중성자와 많은 양의 에너지를 방출한다. 방출된 중성자는 이용 가능한 우라늄이 모두 고갈될 때까지 다른 우라늄 원자의 핵분열을 유발한다. 이것을 연쇄반응이라고 한다.
인공 핵변환은 방사성 폐기물의 부피와 위험을 줄이기 위한 가능한 메커니즘으로 간주되어 왔다.

## 같이 보기
- 원자력
- 귀금속 합성
- 핵원료 물질